# 丸栄製粉
丸栄製粉株式会社（まるえいせいふん）は新潟県新潟市江南区に所在する小麦の製粉と乾麺の製造を行う会社である。

## 沿革
- 1961年（昭和36年）- 10月、会社設立。
- 2015年（平成27年）- 6月13日、新潟市農業特区[2]に参入（新潟クボタと地元農家が特例農業生産法人を作って小麦を生産し、共同で小麦にしブランドパンをつくる）[3][4][5][6]。

## 主な製品
- 家庭用・業務用小麦粉
- 乾麺 - そうめん、ひやむぎ、うどん